# Narzeczona ze Stambułu
Narzeczona ze Stambułu – turecki serial obyczajowy emitowany na antenie Star TV od 3 marca 2017 do 31 maja 2019.
Polska premiera serialu odbyła się 30 września 2019 na antenie Zoom TV. Emisja zakończyła się 26 stycznia 2021.
Od 4 maja 2021 do 27 sierpnia 2021 był emitowany ponownie w dni robocze (od 9:50 – do 25 czerwca 2021), potem o 14:50 (od 28 czerwca 2021 do końca emisji) na tym samym kanale (do 13 sierpnia 2021 emitowano dwa odcinki z rzędu).
Od 6 września 2021 serial jest nadawany na kanale Dizi.

## Fabuła
Faruk (Özcan Deniz) jest właścicielem firmy przewozowej i głową wpływowej rodziny w tureckiej metropolii Bursa. Pewnego dnia poznaje piękną śpiewaczkę i zakochuje się w niej. Jego matka (Ipek Bilgin) nie jest jednak zadowolona z tego, z kim związał się jej syn. Ma bowiem dla syna inną kandydatkę – Ipek (Dilara Aksüyek).
Süreyya (Aslı Enver) będzie próbowała zdobyć serce swojej teściowej, ale sporo czasu upłynie, zanim kobieta zacznie patrzeć na synową innymi oczami. Na dodatek, rodzinę Faruka spotka nieszczęście, które zmusi jej członków do tego, aby przewartościować swoje życie.

## Obsada[8]
- Özcan Deniz jako Faruk Boran
- Aslı Enver jako Süreyya Boran
- Salih Bademci jako Fikret Boran
- Fırat Tanış jako Adem Boran
- Dilara Aksüyek jako Ipek Boran
- Güven Murat Akpinar jako Osman Boran
- Ipek Bilgin jako Esma Boran
- Neslihan Yeldan jako Senem
- Berkay Hardal jako Murat
- Hira Koyuncuoğlu jako Bade
- Ebru Şahin jako Burcu
- Elena Viunova jako Anastasia

## Wersja polska
Serial był emitowany w Polsce premierowo od 30 września 2019 roku do 26 stycznia 2021 roku. Początkowo emisja premierowych odcinków odbywała się od poniedziałku do czwartku o godzinie 20.00. Od 10 kwietnia 2020 serial emitowany był również w piątki.
Powtórki miały miejsce następnego dnia roboczego w godzinach popołudniowych, później przedpołudniowych (najpierw ok. godziny 14-15, następnie zazwyczaj ok. godziny 11:30, a pod koniec emisji ok. 10:45-10:50) oraz o 19:00 (do 10 czerwca 2020). Przez pewien czas odcinki powtarzano także w weekendy pomiędzy godz. 16 a 18 (od 26 października 2019 do 23 lutego 2020). Lektorem był Kacper Kaliszewski. Opracowaniem zajęło się studio Kino Polska.

## Spis serii
| Seria | Odcinki    | Odcinki       | Premierowa emisja | Premierowa emisja | Premierowa emisja | Premierowa emisja |
| Seria | Turcja     | Polska        | Premiera serii    | Finał serii       | Premiera serii    | Finał serii       |
| ----- | ---------- | ------------- | ----------------- | ----------------- | ----------------- | ----------------- |
| 1     | 1–16 (16)  | 1–51 (51)     | 2 marca 2017      | 16 czerwca 2017   | 30 września 2019  | 15 stycznia 2020  |
| 2     | 17–53 (37) | 52–180 (129)  | 22 września 2017  | 8 czerwca 2018    | 16 stycznia 2020  | 4 sierpnia 2020   |
| 3     | 54–87 (34) | 181–301 (121) | 21 września 2018  | 31 maja 2019      | 5 sierpnia 2020   | 26 stycznia 2021  |